# Ligat ha'Al
Ligat ha'Al (hebrejsky ליגת העל, Ligat Ha`Al, doslova Superliga) je nejvyšší izraelská fotbalová soutěž. Založena byla v roce 1999 a od té doby jí kraluje tzv. Velká čtyřka Makabi Haifa (7 titulů), Makabi Tel Aviv (4 tituly), Bejtar Jeruzalém (2 tituly), Hapoel Tel Aviv (2 tituly). Jen v letech 2012 a 2016 ji dokázal vyhrát jiný klub.
Soutěž navazuje na tzv. Ligu Leumit (nyní název 2. nejvyšší soutěže), která se hrála v letech 1954–1999. Tu krom Velké čtyřky vyhrály ještě Hapoel Petach Tikva (1954–55, 1958–59, 1959–60, 1960–61, 1961–62, 1962–63), Makabi Netanja (1970–71, 1973–74, 1977–78, 1979–80, 1982–83), Hapoel Beerševa (1974–75, 1975–76), Hakoah Ramat Gan (1964–65, 1972–73), Bnei Jehuda Tel Aviv (1989–90), Hapoel Haifa (1998–99), Hapoel Kfar Saba (1981–82) a Hapoel Ramat Gan (1963–64).

## Vítězové jednotlivých ročníků
- Vysvětlivky: číslo v závorce znamená počet získaných titulů klubu k dané sezoně, žlutá hvězda značí deset získaných titulů.

| Ligat ha'Al (2000 – ) |                              |                        |                        |
| Ročník                | Mistr                        | 2. místo               | 3. místo               |
| 1999/00               | Hapoel Tel Aviv              | Maccabi Haifa          | Hapoel Petah Tikva     |
| 2000/01               | Makabi Haifa                 | Hapoel Tel Aviv        | Hapoel Haifa FC        |
| 2001/02               | Makabi Haifa                 | Hapoel Tel Aviv FC     | Makabi Tel Aviv        |
| 2002/03               | Makabi Tel Aviv              | Makabi Haifa FC        | Hapoel Tel Aviv        |
| 2003/04               | Makabi Haifa                 | Makabi Tel Aviv        | Maccabi Petah Tikva FC |
| 2004/05               | Makabi Haifa                 | Maccabi Petah Tikva FC | FC Ašdod               |
| 2005/06               | Makabi Haifa                 | Hapoel Tel Aviv        | Bejtar Jeruzalém       |
| 2006/07               | Bejtar Jeruzalém             | Maccabi Netanja        | Makabi Tel Aviv        |
| 2007/08               | Bejtar Jeruzalém             | Maccabi Netanja        | Ironi Kirjat Šmona     |
| 2008/09               | Makabi Haifa                 | Hapoel Tel Aviv        | Bejtar Jeruzalém       |
| 2009/10               | Hapoel Tel Aviv              | Maccabi Haifa          | Makabi Tel Aviv        |
| 2010/11               | Makabi Haifa                 | Hapoel Tel Aviv        | Makabi Tel Aviv        |
| 2011/12               | Hapoel Ironi Kirjat Šmona FC | Hapoel Tel Aviv        | Bnej Jehuda            |
| 2012/13               | Makabi Tel Aviv              | Maccabi Haifa          | Hapoel Tel Aviv        |
| 2013/14               | Makabi Tel Aviv              | Hapoel Be'er Sheva     | Ironi Kirjat Šmona     |
| 2014/15               | Makabi Tel Aviv              | Ironi Kirjat Šmona     | Hapoel Be'er Sheva     |
| 2015/16               | Hapoel Beer Ševa FC          | Makabi Tel Aviv        | Bejtar Jeruzalém       |
| 2016/17               | Hapoel Beer Ševa FC          | Makabi Tel Aviv        | Bejtar Jeruzalém       |
| 2017/18               | Hapoel Beer Ševa FC          | Makabi Tel Aviv        | Bejtar Jeruzalém       |
| 2018/19               | Makabi Tel Aviv              | Maccabi Haifa          | Hapoel Be'er Sheva     |
| 2019/20               | Makabi Tel Aviv              | Maccabi Haifa          | Bejtar Jeruzalém       |
| 2020/21               | Makabi Haifa                 | Makabi Tel Aviv        | Ašdod                  |
| 2021/22               | Makabi Haifa                 | Hapoel Be'er Sheva     | Makabi Tel Aviv        |
| 2022/23               |                              |                        |                        |